# ヤンクス航空博物館
ヤンクス航空博物館（ヤンクスこうくうはくぶつかん、英語: Yanks Air Museum）とはアメリカ合衆国カリフォルニア州チノにある航空博物館である。

## 施設及び展示品
ヤンクス航空博物館は第二次大戦時代を中心としたアメリカ製の航空機を多く収蔵していて、保有している飛行機の数は実に190機以上である。この博物館はチノ空港の内の10エーカー (40,000 m2)を占め、その内屋内施設は176,000平方フィート (16,400 m2)を占めている。一般開放されている展示格納庫の他にもレストア中の機体が置かれている格納庫やボーンヤードもあり、特別な許可を得られれば入る事が出来る。
またこれらとは別に、モントレー郡のグリーンフィールドにも別館の航空博物館を作る計画がある。

## 収蔵機
1903年から1984年の間に生産された計190機が収蔵されていて、この内希少な第二次大戦期の機体として挙げられるのはP-51AマスタングやP40ウォーホーク、F6Fヘルキャットなどである。これらの航空機の多くは南カリフォルニアで製造されたものである。
展示されている航空機
- エアロンカC-2スポーツ
- en:Aeronca C-3
- エアロンカKスカウト
- エアロンカ65CA スーパーチーフ
- en:American Eagle A-101
- ビーチクラフト D-17S スタッガーウィング (UC-43)
- ビーチクラフト ボナンザ
- ベル AH-1F コブラ
- ベル OH-13E スー（英語版）
- ベル P-39N エアラコブラ
- ベル P-63A キングコブラ
- ベル UH-1H ヒューイ
- べランカ 300-A バイキング
- ボーイング B-52F ストラトフォートレス (コックピット部のみ)
- ブルナーウィンクル バード BK
- en:Canadian Home Rotors Safari
- カナディア セイバー (N/A F-86E)
- セスナ 172A
- セスナ AW
- セスナ T-37 トゥイート
- セスナ T-50 ボブキャット (UC-78)
- en:Chotia Gypsy
- en:Command-Aire 3C3
- コンソリデーテッド PB4Y-2
- コンベア C-131 サマリタン (R4Y-1)
- コンベア F-106B
- カーチス JN-4
- カーチス ロビン
- カーチス C-46F
- カーチス CW-1 ジュニア
- カーチス O-52
- カーチス P-40E
- SB2C-3 ヘルダイバー
- A-4 スカイホーク
- A-1 スカイレイダー
- C-47 スカイトレイン
- KA-3B スカイウォリアー
- SBD-4 ドーントレス
- エルクープ 415-D
- フェアチャイルド C-123K プロバイダー
- フェアチャイルド PT-26 コーネル
- V1飛行爆弾
- en:Fleet Fawn
- F-16B
- F-111D
- A-6E
- グラマン E-2C ホークアイ
- F-11 タイガー
- F-14 トムキャット
- FM-2 ワイルドキャット
- F6F ヘルキャット
- F9F パンサー及びクーガー
- G-21A グース
- グラマン G-44
- HU-16B アルバトロス
- TBF-1C アヴェンジャー
- ホーカー P.1101 ハンター T-7
- ホーカー・シドレー GR.3ハリアー
- ケレット KD-1 オートジャイロ
- クライダーライズナー C-2 チャレンジャー
- リアジェット23
- ロッキード EC-121T スーパーコンステレーション
- ロッキード F-5G ライトニング
- ロッキード F-80C シューティングスター
- ロッキード F-104 スターファイター
- ロッキード F-80C シューティングスター
- ロッキード T-33A
- ロッキード UC-40D エレクトラジュニア
- A-7B コルセア II
- マーチン4-0-4 (コックピット部のみ)
- マッカロー HUM-1 (MC-4A)
- F-15A イーグル
- F-4C ファントム II
- F/A-18 ホーネット
- DH.60 ジプシーモス
- ノールダイン ノースマン
- N3N-3
- B-25Jミッチェル
- F-100C スーパーセイバー
- FJ-1 フューリー
- P-51 マスタング
- T-6 テキサン
- T-38A テイロン
- F-5 タイガー II
- HUP-3 レトリーバー
- ポーターフィールド 35-70 フライアバウト
- F-84E サンダージェット及びサンダーストリーク
- F-105D サンダーチーフ
- P-47D サンダーボルト
- ライアン B-1ブロアム
- en:Schultz ABC
- シュワイザー SGS 2-12
- シコルスキー CH-3E
- シコルスキー HH-52A シーガード
- シコルスキー R-4B
- シコルスキー S-58B
- en:Standard J-1
- ステアマン 4D
- ステアマン YPT-9B クラウドボーイ
- L-5E センチネル
- en:Swallow TP
- en:Taylor J-2
- トーマスモース S-4C スカウト
- トラベルエア 2000
- PBY-5 スーパーカタリナ
- F4U-4 コルセア
- OS2U-3 キングフィッシャー
- BT-13B ヴァリアント
- ウェイコ 10 GXE
- ウェイコ CG-4A ハドリアン
- ウェイコ UEC
- ライトフライヤー号レプリカ
- 桜花